# 中华秋沙鸭
中华秋沙鸭（学名：Mergus squamatus）为鸭科秋沙鸭属的鸟类，也称鳞胁秋沙鸭、唐秋沙。1989年被列为中国国家一级保护动物，是当时鸭科鸟类中唯一一种，也经常被称为“国鸭”。

## 分布
分布于俄罗斯西伯利亚以及中国的黑龙江、吉林、河北、珠江大广海湾及长江以南等地，日本、韩国、朝鲜、缅甸也有分布，越南的种群可能已经灭绝。繁殖地主要在俄罗斯东南部至中国东北部。在中国大陆中部和南部、日本和朝鲜越冬，偶见于东南亚地区。该物种的模式产地在中国。

## 生活习性
中华秋沙鸭主要栖息于阔叶林或针阔混交林的溪流、河谷、草甸、水塘以及草地，喜欢清澈水道，多潜入水下以鱼类为食，因此成为湿地环境指示物种。

## 外形特征

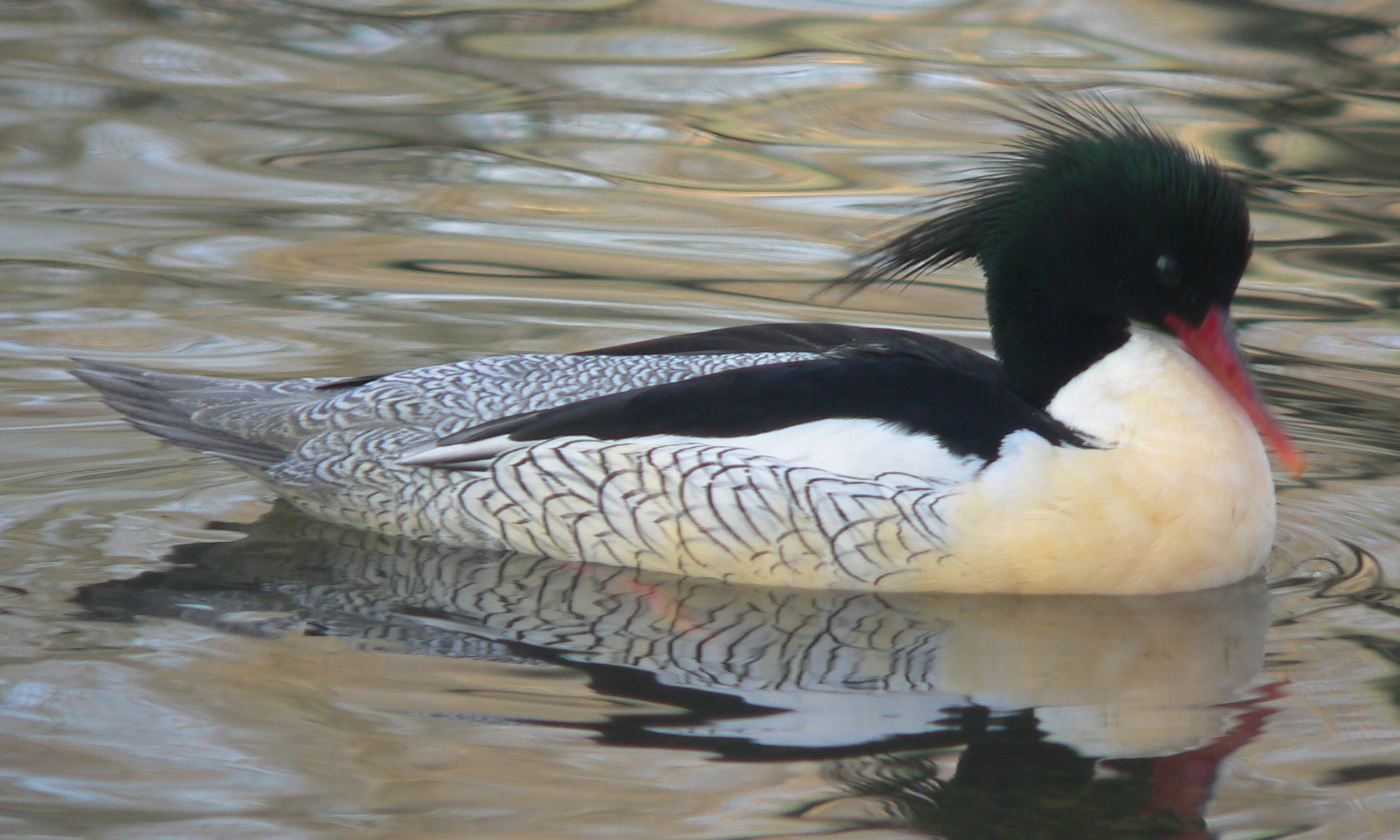
成年雄性中华秋沙鸭

中华秋沙鸭成鸟体长49-64厘米，雄鸟头、颈黑色泛绿色光泽，背部黑色，腹部及两胁具黑色鳞状斑，胸白色，枕后冠羽与喙等长，喙鲜红色。雌鸟头颈红棕色，背灰色具鳞状斑，腹部及两胁具黑色鳞状斑，胸白色，枕后冠羽较雄性短，喙红色。亚成体外形同雌性，冠羽和鳞状斑均不明显。

## 保育状况
- 已列入国际濒危物种红皮书
- 中国国家重点保护动物等级：一级